# Werauhia balanophora
Werauhia balanophora là một loài thuộc chi Werauhia. Đây là loài đặc hữu của Costa Rica.